# Sharp, Roberts and Company
Sharp, Roberts and Company was een locomotievenfabriek in Manchester in Engeland.
Thomas Sharp en Richard Roberts richtten in 1828 het bedrijf Atlas Works op waar machines en gereedschappen voor de textielindustrie werden vervaardigd. Het bedrijf wisselde herhaaldelijk van naam. Na een verhuizing naar Glasgow in 1888 werd het bedrijf met andere bedrijven in 1903 samengevoegd tot de North British Locomotive Company.

## Eerste locomotieven
De firma had enkele stationaire stoommachines vervaardigd, alvorens in 1833 een stoomlocomotief genaamd Experiment voor de Liverpool and Manchester Railway te hebben gebouwd. Het was een tweeassige locomotief met asindeling 1A en verticale cilinders boven de aangedreven as. Na diverse wijzigingen werden drie gelijksoortige locomotieven voor de Dublin and Kingstown Railway gebouwd.
Een nieuw 1A1-ontwerp werd geproduceerd met horizontale binnenliggende cilinders onder de rookkast en additionele lagers om de krukas te ondersteunen. Ongeveer 600 dergelijke locomotieven werden tussen 1837 en 1857 gebouwd.

## Sharp Brothers
In 1843 verliet Roberts het bedrijf en werd de naam gewijzigd in Sharp Bros. Tussen 1846 en 1848 leverde de firma acht 1A1-locomotieven voor reizigerstreinen en twee B1-locomotieven voor de goederendienst aan de Lynn and Dereham Railway. Tussen 1851 en 1853 werden twintig locomotieven gebouwd voor de London and North Western Railway naar het ontwerp van James Edward McConnell in opdracht van de Wolverton Railway Works.

## Sharp Stewart and Company

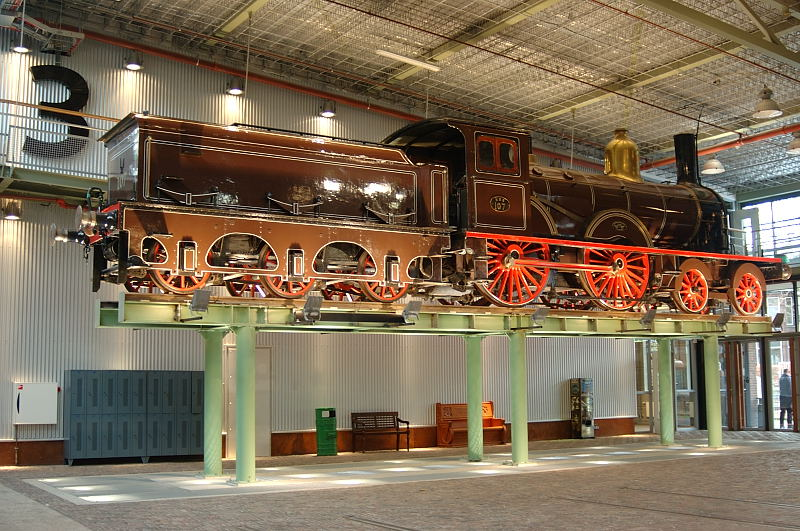
De door Sharp Stewart and Company vervaardigde NRS 107 in het Nederlands Spoorwegmuseum in Utrecht

John Sharp ging in 1852 met pensioen en werd vervangen door Charles Patrick Stewart, waarop de naam van de firma werd gewijzigd in Sharp Stewart and Company. Ook Thomas Sharp ging met pensioen en werd opgevolgd door Stephen Robinson.

### Verhuizing naar Glasgow
Aangezien de firma ook in koper en ijzerwaren handelde, werd het noodzakelijk geacht om naar Glasgow te verhuizen, hetgeen in 1888 gebeurde. Het daar gevestigde bedrijf Clyde Locomotive Company werd overgenomen en hernoemd in Atlas Works.
In Glasgow werden locomotieven aan vele spoorwegmaatschappijen over de hele wereld geleverd, waaronder de NRS 101-109 aan de Nederlandsche Rhijnspoorweg-Maatschappij en de HSM 359-398 en HSM 601-616 aan de Hollandsche IJzeren Spoorweg-Maatschappij.

## North British Locomotive Company
Na meer dan 5000 locomotieven te hebben gefabriceerd, werd het bedrijf in 1903 met Neilson Reid and Company en Dübs and Company samengevoegd tot de North British Locomotive Company.